# 皮滕 (海尔德兰省)
皮滕（荷蘭語：Putten）是荷蘭的一個市镇，在行政區劃上屬於海爾德蘭省。2017年，皮滕有人口24,362人。農業在當地經濟中有重要地位。

## 外部連結
- 维基共享资源上的相關多媒體資源：皮滕
- 官方网站
- Website Stichting Oktober 44 (war crime)（页面存档备份，存于）